# جیمز مکدونل یا مکدونل
جیمز مکدونل یا مکدونل (انگلیسی: James Macdonell; ۱ ژانویهٔ ۱۷۸۱ – ۱ ژانویهٔ ۱۸۵۷) افسر اهل پادشاهی بریتانیای کبیر بود.